# Đài Truyền hình Azerbaijan
Đài truyền hình Azerbaijan (tiếng Azerbaijani: Azərbaycan Televiziyası), viết tắt là AzTV là một kênh truyền hình quốc gia thuộc quyền sở hữu của nhà nước ở Azerbaijan . Đây là đài truyền hình lâu đời nhất trong nước. AzTV lần đầu tiên được phát sóng từ Baku vào ngày 14 tháng 2 năm 1956 tại Cộng hòa xã hội chủ nghĩa Xô viết Azerbaijan, Liên Xô .

## Tổ chức
Kênh được Công ty Cổ phần đóng Phát thanh và Truyền hình Azerbaijan (tiếng Azerbaijani: Azərbaycan Televiziya və Radio Verilişləri Qapalı Səhmdar Cəmiyyəti, tiếng Anh: Azerbaijan Television and Radio Broadcasting Closed Joint-stock Company) sở hữu từ năm 2005, trong đó chính phủ là cổ đông duy nhất. Công ty này cũng sở hữu và điều hành các kênh İdman Azərbaycan TV (phát sóng các nội dung thể thao) và Mədəniyyət TV (phát sóng các nội dung về văn hoá) .
Vào năm 2007, đơn đăng ký tham gia Liên minh Phát thanh Châu Âu của AzTV đã bị từ chối sau khi tổ chức phát hiện rằng kênh này đang có liên hệ chặt chẽ quá mức với chính phủ cầm quyền.

## Chương trình
Kênh bắt đầu phát sóng hàng ngày bằng Quốc ca của Azerbaijan. Chương trình trên AzTV chủ yếu bao gồm tin tức, chương trình trò chuyện, phim tài liệu, chương trình ca nhạc và phim truyện.

## Công nghệ
Buổi phát sóng đầu tiên của Xưởng Truyền hình Baku (bao gồm cả video âm nhạc) được ghi hình lại vào năm 1956 và được lưu trữ bằng phim. Năm 1965, xưởng chuyển sang sử dụng ghi hành bằng băng video vì giá cả hợp lý và còn liên quan đến chất lượng các chương trình do họ sản xuất (bao gồm cả video ca nhạc) đang được cải thiện. AzTV duy trì một kho lưu trữ khổng lồ tất cả các chương trình TV được ghi lại từ năm 1956 đến nay. Tất cả các chương trình của họ được lưu giữ trên các định dạng phim và băng video khác nhau.

## Khu vực phát sóng
Tính đến  tháng 3 năm 2014, 99,96% dân số của Azerbaijan có thể xem được AzTV thông qua truyền hình mặt đất, truyền hình cáp, truyền hình vệ tinh, trở thành kênh truyền hình có mức độ phủ sóng cao nhất Azerbaijan.
Ngoài việc phát sóng trong nước, AzTV còn phát sóng quốc tế trên internet và qua vệ tinh miễn phí tới Châu Âu, Bắc Mỹ và một phần của Bắc Phi, Trung Đông và Trung Á .